# 谢尔盖·扎丹
谢尔盖·维克托罗维奇·扎丹（羅馬化：Serhii Viktorovych Zhadan；1974年8月23日—），乌克兰诗人、小说家、音乐家、翻译家、社会活动家，出生于乌克兰东部卢甘斯克州舊比利斯克。

## 生平
2014年3月1日，扎丹在乌克兰东部城市哈尔科夫遭到亲俄集会者的殴打，头部受伤后入院。当天晚间，他通过Facebook对友人阐述他的伤势：“头上两处伤口，前额开裂，脑震荡，怀疑鼻梁断了。”，但他并没有生命危险。
2022年，波蘭科學院提名他参选诺贝尔文学奖。